# Крисинская волость
Крисинская волость — историческая административно-территориальная единица Владимирского уезда Замосковного края Московского царства. 
Располагалась на левом берегу Клязьмы, в пределах позже созданных на этой территории Покровского и отчасти Владимирского уездов Владимирской губернии от устья реки Пекши вниз до речки Ундолки. Происхождение названия неясно. Писцами XVII века иногда включалась в состав соседнего Ильмехоцкого стана.

## Населённые пункты в XVI—XVIII веках
- Село Ундол (на речке Ундолке). В селе располагалась церковь Воскресения Христова. При селе деревни и пустоши. Вотчина боярина за Семена Васильевича Головина, затем его родственников. В 1781 году село Ундол принадлежало Александру Васильевичу Суворову[3]. В настоящее время пригород города Лакинск.
- Село Осовец (ранее село называлось Городище, располагалось на реке Клязьме). В селе церковь Пресвятой Богородицы и церковь Николая Чудотворца. Вотчина стольника Якова Ивановича Безобразова и Григория Ивановича Безобразова. Получена их отцом за московское осадное сидение[3].